# 소 요시카쓰 (이사부로)
소 요시카쓰(宗義功)는 쓰시마 후추번의 제11대 번주(藩主)이다. 어렸을 때의 이름은 이사부로(猪三郎)라 하였다.
에도 막부 쇼군 도쿠가와 이에하루를 알현하기도 전에 급서하는 바람에 그의 동생이 대신 요시카쓰로 바꿔치기되어 옹립되었다.

## 생애
메이와(明和) 8년(1771년) 10월 4일에 10대 번주 소 요시나가(宗義暢)의 넷째 아들로써 쓰시마 후추(府中)에서 태어났다. 안에이(安永) 7년(1778년) 3월 7일에 아버지의 사망으로 가독을 이어받았다.
쓰시마 도주 소 씨의 역대 당주들은 에도(江戸)로 올라가 쇼군을 알현하는 것으로 가독을 상속하는 것이 보통이었는데, 조선과의 외교 문제 및 교섭 등을 이유로 막부는 소 씨 당주에게 그대로 쓰시마에 머무르며 가독을 이어받는 것을 허락했고, 그대로 쓰시마에서 11대 당주로써 설 수 있었다. 또한 다이묘들이 1년에 한 번 에도로 올라가 살아야 했던 산킨코타이(参勤交代)도 유예받았기에 덴메이(天明) 5년(1785년) 7월 8일에 사망할 때까지 소 요시카쓰는 한 번도 쇼군을 알현한 적이 없었다.
요시카쓰가 사망했을 당시 그의 나이는 열다섯이었고, 친아들도 없었기에 쓰시마 후추번은 그의 죽음을 발표하는 가운데 동생인 후슈(富寿)에게 가독을 이어받게 하였다. 한편 에도에 머무르고 있던 쓰시마 후추번의 가로(家老)가 막각(幕閣)과 내부 절충을 행한 가운데 막각으로부터 혼모토미토도케(判元見届)의 사절를 쓰시마로 보낼 필요는 없다는 것, 다른 집안에서 번주가 급서했을 때에 다른 사람을 바꿔치기해서 세웠던 사례의 존재를 시사하고 있다. 때문에 쓰시마 후추번은 앞서 발표했던 이사자부로의 죽음을 틀린 것으로 발표하기로 했다. 이사자부로에게는 동생인 후슈와 소슈(種寿)가 있었는데 가신단은 사망한 것은 이사자부로가 아닌 소슈였다고 선포하고 후슈를 요시카쓰로, 소슈를 후슈로 제각기 바꿔치기했던 것이다.
한편 이사자부로는 원복을 치르지도 못했기 때문에 요시카쓰라는 이름을 쓴 적은 한 번도 없었다. 그러나 바꿔치기로 번주가 된 후슈가 원복을 치르고 요시카쓰(義功)라는 이름을 쓰게 되면서 이사자부로 역시 사료상으로는 요시카쓰로 통하게 되었다.
조선의 《증정교린지》에는 조선 정조 4년(1780년) 11월 12일 관백 즉 쇼군 도쿠가와 이에하루의 저군의 사망과 요시카쓰의 아버지 요시나가의 사망 및 요시카쓰 자신의 승습에 대한 조위 및 치하를 위한 문위행 사절단 111명이 쓰시마로 파견되었다고 적고 있다. 이들은 11월 27일부터 이듬해 2월 21일까지 후추에 머물렀고 3월 11일 귀국하였다. 조선측 기록에도 이사자부로 요시카쓰가 사망한 1785년에 그의 사망에 대한 언급은 없으며, 순조 18년 무인(1818년) 쇼군 이에나리의 손자가 사망한 것과 쓰시마 도주 소 요시카쓰가 물러나고 그의 아들 요시카타(義質)가 뒤를 이어 쓰시마로 왔다는 소식을 전해 받고 문위행을 파견하였다고만 적고 있어, 쓰시마 후추번에서 막부는 물론 조선측에도 이사자부로 요시카쓰의 사망을 알리지 않았음을 알 수 있다.

## 참고 문헌
- 「三百藩藩主人名事典4」（新人物往来社）
- 橋本博「大武鑑・中巻」（1965年、名著刊行会）

## 같이 보기
- 말기양자(末期養子)

| 전임 소 요시나가 | 제11대 쓰시마 후추번 번주 (소 가문) 1778년 ~ 1785년 | 후임 소 요시카쓰 |